# McLaren MCL39
La McLaren MCL39 è una monoposto di Formula 1 costruita dalla scuderia inglese McLaren per vincere il campionato mondiale di Formula 1 2025.
La vettura, che succede alla precedente MCL38, è stata presentata il 13 febbraio 2025 al circuito di Silverstone.

## Livrea
Nel filming day prestagionale la MCL39 ha girato al circuito di Silverstone con una livrea provvisoria arancio-nero dotata di un camuffamento Dazzle, in attesa della presentazione di quella definitiva all'evento F1 75 svoltosi presso The O2 Arena di Londra.
La livrea definitiva è pressoché identica a quella dell'antenata e vincitrice del campionato costruttori MCL38, fuorché il nuovo tipo di carattere usato per i numeri di gara e il colore dell' halo (che sulla MCL38 era arancione e nero, mentre su questa vettura totalmente nero). Questo perché storicamente la McLaren non ha mai cambiato la livrea della vettura dopo aver conquistato un titolo mondiale né durante un periodo di successo duraturo.
Per il Gran Premio di Monaco viene presentata una livrea ispirata alla McLaren M7A nella colorazione ma anche nel carattere usato per I numeri di gara.
Per il Gran Premio di Gran Bretagna la vettura vede invece una colorazione cromata come già era accaduto due edizioni precedenti.

## Scheda tecnica
| Caratteristiche tecniche - McLaren MCL39                                         | Caratteristiche tecniche - McLaren MCL39                                                       | Caratteristiche tecniche - McLaren MCL39                                                       | Caratteristiche tecniche - McLaren MCL39                                                                 | Caratteristiche tecniche - McLaren MCL39                                                                 | Caratteristiche tecniche - McLaren MCL39                                                                 |
| -------------------------------------------------------------------------------- | ---------------------------------------------------------------------------------------------- | ---------------------------------------------------------------------------------------------- | --- | --- | --- |
|                                                                                  |                                                                                                |                                                                                                | | | |
| Configurazione                                                                   |                                                                                                |                                                                                                | | | |
| Carrozzeria: monoposto                                                           | Carrozzeria: monoposto                                                                         | Posizione motore: posteriore                                                                   | Posizione motore: posteriore                                                                             | Trazione: posteriore                                                                                     | Trazione: posteriore                                                                                     |
| Dimensioni e pesi                                                                |                                                                                                |                                                                                                | | | |
| Posti totali: 1                                                                  | Posti totali: 1                                                                                | Bagagliaio: assente                                                                            | Bagagliaio: assente                                                                                      | Serbatoio: 110 kg                                                                                        | Serbatoio: 110 kg                                                                                        |
| Meccanica                                                                        |                                                                                                |                                                                                                | | | |
| Tipo motore: Mercedes-AMG F1 M16 E Performance, V6 con bancate di 90°            | Tipo motore: Mercedes-AMG F1 M16 E Performance, V6 con bancate di 90°                          | Tipo motore: Mercedes-AMG F1 M16 E Performance, V6 con bancate di 90°                          | Cilindrata: 1600 cm³                                                                                     | Cilindrata: 1600 cm³                                                                                     | Cilindrata: 1600 cm³                                                                                     |
| Distribuzione: bialbero a 4 valvole per un totale di 24 con punterie pneumatiche | Distribuzione: bialbero a 4 valvole per un totale di 24 con punterie pneumatiche               | Distribuzione: bialbero a 4 valvole per un totale di 24 con punterie pneumatiche               | Alimentazione: 500 bar-diretta (1 iniettore per cilindro)                                                | Alimentazione: 500 bar-diretta (1 iniettore per cilindro)                                                | Alimentazione: 500 bar-diretta (1 iniettore per cilindro)                                                |
| Accensione: elettronica McLaren Electronic Systems                               | Accensione: elettronica McLaren Electronic Systems                                             | Accensione: elettronica McLaren Electronic Systems                                             | Impianto elettrico: McLaren Electronic Systems                                                           | Impianto elettrico: McLaren Electronic Systems                                                           | Impianto elettrico: McLaren Electronic Systems                                                           |
| Frizione: doppia                                                                 | Frizione: doppia                                                                               | Frizione: doppia                                                                               | Cambio: longitudinale McLaren, 8 marce + retromarcia, con comando semiautomatico elettronico sequenziale | Cambio: longitudinale McLaren, 8 marce + retromarcia, con comando semiautomatico elettronico sequenziale | Cambio: longitudinale McLaren, 8 marce + retromarcia, con comando semiautomatico elettronico sequenziale |
| Telaio                                                                           |                                                                                                |                                                                                                | | | |
| Corpo vettura                                                                    | monoscocca in materiale composito a nido d'ape con fibra di carbonio                           | monoscocca in materiale composito a nido d'ape con fibra di carbonio                           | monoscocca in materiale composito a nido d'ape con fibra di carbonio                                     | monoscocca in materiale composito a nido d'ape con fibra di carbonio                                     | monoscocca in materiale composito a nido d'ape con fibra di carbonio                                     |
| Sospensioni                                                                      | anteriori: pull rod / posteriori: push-rod                                                     | anteriori: pull rod / posteriori: push-rod                                                     | anteriori: pull rod / posteriori: push-rod                                                               | anteriori: pull rod / posteriori: push-rod                                                               | anteriori: pull rod / posteriori: push-rod                                                               |
| Freni                                                                            | anteriori: Freni a disco Brembo autoventilati / posteriori: Freni a disco Brembo autoventilati | anteriori: Freni a disco Brembo autoventilati / posteriori: Freni a disco Brembo autoventilati | anteriori: Freni a disco Brembo autoventilati / posteriori: Freni a disco Brembo autoventilati           | anteriori: Freni a disco Brembo autoventilati / posteriori: Freni a disco Brembo autoventilati           | anteriori: Freni a disco Brembo autoventilati / posteriori: Freni a disco Brembo autoventilati           |
| Pneumatici                                                                       | Pirelli / Cerchi: BBS da 18 in                                                                 | Pirelli / Cerchi: BBS da 18 in                                                                 | Pirelli / Cerchi: BBS da 18 in                                                                           | Pirelli / Cerchi: BBS da 18 in                                                                           | Pirelli / Cerchi: BBS da 18 in                                                                           |
| Altro                                                                            |                                                                                                |                                                                                                | | | |
| Energia batteria (a giro) 4 MJ                                                   | Sistema ERS                                                                                    | Sistema ERS                                                                                    | Sistema ERS                                                                                              | Sistema ERS                                                                                              | Sistema ERS                                                                                              |
| Potenza MGU-K: 120 kW                                                            | Giri max MGU-K: 50 000 giri/min Giri max MGU-H: 125 000 giri/min                               | Giri max MGU-K: 50 000 giri/min Giri max MGU-H: 125 000 giri/min                               | Giri max MGU-K: 50 000 giri/min Giri max MGU-H: 125 000 giri/min                                         | Giri max MGU-K: 50 000 giri/min Giri max MGU-H: 125 000 giri/min                                         | Giri max MGU-K: 50 000 giri/min Giri max MGU-H: 125 000 giri/min                                         |
| Fonte dei dati: McLaren-Mercedes F1 Team                                         |                                                                                                |                                                                                                | | | |

## Carriera agonistica

### Stagione
La stagione vede la conferma, per il terzo anno di fila, della coppia piloti formata da Lando Norris e Oscar Piastri, che ha permesso alla Mclaren di laurearsi Campione del Mondo costruttori nella stagione precedente. La vettura, evoluzione della precedente, debutta in Australia, nel circuito di Albert Park cogliendo la vittoria con Lando Norris, la sua seconda consecutiva considerando anche quella di Abu Dhabi. Il team si ripete in Cina, dove domina qualifica e gara, ottenendo la prima doppietta stagionale, con la vittoria di Piastri e il secondo posto di Norris. Nel successivo appuntamento in Giappone i due alfieri del team di Woking si classificano rispettivamente secondo con Norris e terzo con Piastri dietro al vincitore Verstappen. La scuderia ritorna immediatamente alla vittoria nei successivi Gp del Bahrein, Arabia Saudita e Miami con Piastri, mentre Norris si classifica rispettivamente terzo, quarto e secondo, vincendo anche la Sprint Race in territorio americano.
Dopo un doppio piazzamento sul podio ad Imola dietro a Max Verstappen il team inglese ritorna subito alla vittoria nelle successive due gare: una a Monaco, con Norris primo e Piastri terzo e in Spagna con l'australiano vittorioso per la quinta volta stagionale, nella terza doppietta in stagione per il team. Dopo la gara in Canada dove il team non raggiunge il podio per la prima volta in stagione, in Austria e in Gran Bretagna si verificano due nuove doppiette per il team, con il britannico vittorioso in entrambi i casi. Nel successivo appuntamento in Belgio, dopo essere arrivati secondo con Piastri e terzo con Norris nella Sprint Race, arriva la terza doppietta consecutiva, con l'australiano questa volta vincitore. Nell'ultima gara prima della pausa estiva in Ungheria , Norris vince davanti al compagno di squadra, portando a quattro il numero di doppiette consecutive, evento che non si verificava dalla stagione 1988 con la coppia Prost-Senna.

## Piloti
| Piloti ufficiali       | Piloti ufficiali | Piloti ufficiali |
| Nazione                | Nome             | Numero           |
| ---------------------- | ---------------- | ---------------- |
| Australia (bandiera)   | Oscar Piastri    | 81               |
| Regno Unito (bandiera) | Lando Norris     | 4                |
| Pilota di riserva      |                  |                  |
| Nazione                | Nome             | Numero           |
| Messico (bandiera)     | Patricio O'Ward  | 29               |
| Finlandia (bandiera)   | Valtteri Bottas  | 77               |
| Irlanda (bandiera)     | Alex Dunne       | 89               |

## Risultati in Formula 1
| Anno | Team    | Motore   | Gomme | Piloti  |   |    |   |   |   |    |   |   |   |     |   |   |    |   |  |  |  |  |  |  |  |  |  |  | Punti | Pos. |
| ---- | ------- | -------- | ----- | ------- | - | -- | - | - | - | -- | - | - | - | --- | - | - | -- | - |  |  |  |  |  |  |  |  |  |  | ----- | ---- |
| 2025 | McLaren | Mercedes | P     | Piastri | 9 | 12 | 3 | 1 | 1 | 12 | 3 | 3 | 1 | 4   | 2 | 2 | 12 | 2 |  |  |  |  |  |  |  |  |  |  | 559   | 1º   |
| 2025 | McLaren | Mercedes | P     | Norris  | 1 | 28 | 2 | 3 | 4 | 21 | 2 | 1 | 2 | 18* | 1 | 1 | 23 | 1 |  |  |  |  |  |  |  |  |  |  | 559   | 1º   |

| Legenda | 1º posto     | 2º posto | 3º posto    | A punti         | Senza punti/Non class.  | Grassetto – Pole position Corsivo – Giro più veloce Apice – Risultato Sprint (A punti) |
| Legenda | Squalificato | Ritirato | Non partito | Non qualificato | Solo prove/Terzo pilota | Grassetto – Pole position Corsivo – Giro più veloce Apice – Risultato Sprint (A punti) |